# 伊集院町上神殿
伊集院町上神殿（いじゅういんちょうかみこうどの）は、鹿児島県日置市の大字。旧薩摩国日置郡伊集院郷上神殿村、日置郡下伊集院村大字上神殿、日置郡伊集院町大字上神殿。郵便番号は899-2512。人口は291人、世帯数は115世帯（2020年10月1日現在）。

## 地理
日置市の東部、野田川の上流域に位置している。字域の北方から東方にかけては鹿児島市郡山岳町、南方には日置市伊集院町麦生田、日置市伊集院町下神殿、西方には日置市東市来町養母、東方には鹿児島市有屋田町がそれぞれ隣接している。
字域の北西端部には重平山があり、字域内を南北に流れる野田川の源流となっている。海抜150mから180mの標高にあり、野田川を挟んで東西の丘陵の麓に集落が点在している。字域の中部を鹿児島県道309号山田湯之元停車場線が東西に通っている。

### 河川
- 野田川

## 歴史

### 上神殿成立と中世
上神殿という地名は鎌倉期より見え、薩摩国伊集院のうちであり、建久8年の薩摩国図田帳に伊集院のうちとして見えるのが上神殿の初見であると考えられている。
南北朝期になり税所氏が衰退し、上神殿は伊集院氏の領下となるが、宝徳2年に伊集院氏の8代当主であった伊集院煕久が肥後へ亡命し、伊集院の全域が島津氏の直轄領となり、上神殿も島津氏の領下となった。中世後期頃になると下神殿と併せて神殿と総称されていたとされる。

### 近世の上神殿
江戸期には薩摩国日置郡伊集院郷（外城）のうちであり、村高は天明8年の「由緒再撰調」には793石余、「天保郷帳」には644石余、「旧高旧領取調帳」には794石余であったと記されている。
村域内には郡山往還が村の北境から有屋田村境までを通っていた。

### 町村制施行以降

旧下伊集院村における上神殿（紫色）の位置

1889年（明治22年）4月1日に町村制が施行されたのに伴い、伊集院郷の北部にあたる苗代川村・野田村・神之川村・宮田村・寺脇村・上神殿村・下神殿村・嶽村・桑畑村・麦生田村・有屋田村の区域より日置郡下伊集院村が成立した。上神殿村は下伊集院村の大字「上神殿」となった。
1956年（昭和31年）9月30日には同日に官報に掲載された「 町村の廃置分合」（総理府告示）により下伊集院村が解体分割されることとなり、大字有屋田・大字嶽が日置郡郡山町、大字苗代川・大字宮田・大字神之川（一部）が日置郡東市来町、大字神之川（一部）が日置郡日吉町にそれぞれ編入され、その他の下伊集院村の区域及び及び伊集院町の全域を廃し新たに伊集院町が設置された。大字上神殿の区域は伊集院町となり伊集院町の大字となった。
1998年（平成10年）に上神殿字西迫及び字折口の各一部が東市来町大字養母の一部となり、東市来町大字養母字諭田の一部が上神殿に編入された。
2005年（平成17年）5月1日に伊集院町が日置郡東市来町、吹上町、日吉町と合併し日置市が成立した。この合併に先立って設置された法定合併協議会である「日置中央合併協議会」において大字名については「字の区域は、現行どおりとし、現行の字の名称の前に当該字の属する合併前の町の名称を付し、字の名称を変更する。」と協定された。合併日の2005年（平成17年）5月1日に鹿児島県の告示である「 字の名称の変更」が鹿児島県公報に掲載された。この告示の規定に基づき即日大字の名称変更が行われ、大字名が「上神殿」から「伊集院町上神殿」に改称された。

### 字域の変遷
| 実施後                   | 実施年             | 実施前                             |
| ------------------------ | ------------------ | ---------------------------------- |
| 東市来町大字養母（編入） | 1998年（平成10年） | 大字上神殿字西迫、字折口（各一部） |
| 大字上神殿（編入）       | 1998年（平成10年） | 東市来町大字養母字諭田（一部）     |

## 人口

### 資料データ
| 統計年次〔年〕     | 世帯数〔世帯〕 | 総人口〔人〕 | 出典       |
| ------------------ | -------------- | ------------ | ---------- |
| 1881年（明治14年） | 145            | 591          | 『県地誌』 |
| 1950年（昭和25年） | 207            | 1,076        | [ 6 ]      |

### 国勢調査
以下の表は国勢調査による小地域集計が開始された1995年以降の人口の推移である。
| 統計年             | 統計年 | 人口 | 人口 |
| ------------------ | ------ | ---- | ---- |
| 1995年（平成7年）  | [ 13 ] | 565  |      |
| 2000年（平成12年） | [ 14 ] | 462  |      |
| 2005年（平成17年） | [ 15 ] | 397  |      |
| 2010年（平成22年） | [ 16 ] | 379  |      |
| 2015年（平成27年） | [ 17 ] | 358  |      |
| 2020年（令和2年）  | [ 5 ]  | 291  |      |

## 施設

### 公共
- 伊集院森林公園
- 上神殿公民館
- 中神殿公民館

### 寺社
- 日枝神社
大国主命を祀る神社で、創建年代は不明であるが、天文8年に火事で焼失した社を島津貴久が再興したとされる[18]。

## 小・中学校の学区
市立小・中学校に通う場合、学区（校区）は以下の通りとなる。
| 大字           | 小字 | 小学校                 | 中学校                 |
| -------------- | ---- | ---------------------- | ---------------------- |
| 伊集院町上神殿 | 全域 | 日置市立伊集院北小学校 | 日置市立伊集院北中学校 |

## 交通

### 道路
一般県道
- 鹿児島県道309号山田湯之元停車場線